# سیارک ۲۱۴۴۷۵
سیارک ۲۱۴۴۷۵ (به انگلیسی: 214475 Chrisbayus، نامگذاری:2005TS14)۲۱۴۴۷۵مین سیارک کشف شده‌است که در ۰۳ اکتبر ۲۰۰۵ کشف شد.